# 銀河忍法帖
『銀河忍法帖』（ぎんがにんぽうちょう）、別題『天の川を斬る』（あまのがわをきる）は、山田風太郎の時代小説。忍法帖シリーズの20番目の長編。『週刊文春』1967年10月30日号から1968年7月22日号に掲載され、1968年に文藝春秋新社から新書版（ポケット文春）が刊行された。
続編に『忍法封印いま破る』がある。

## 概要
くノ一と無頼漢の二人組が、佐渡の帝王大久保長安を狙う。長安は科学兵器を用いる5人の愛妾と、忍法を用いる5人の伊賀忍者に護衛されている。
大久保長安が強烈な悪役キャラクターとして描かれている。長安の時代を先取りしすぎた科学力は魔術の域に達しており、思想は300年先を行っている。鍛練して継承させて、死ねばあっさり失われる名人芸忍法を、大久保長安は否定し、体系整理した知識・サイエンスの価値を強調する。このテーマには山田風太郎の戦争体験と戦争観が現れており、地の文にて唐突にマリアナ海戦を引き合いに出し、ゼロ戦のエースが死んだら次戦の物量戦で大敗したという事実に触れる。新書版解説の荒俣宏は、忍者を否定する長安一派こそが新時代の忍者なのであると解説し、また戦後ニッポンの成長を「科学忍者隊」と評する。
江戸時代初期に時代不相応な西洋科学を取り込むというスチームパンク的な要素が強い。その一方で忍法はロー・テクノロジーになってしまっている。特に本作の忍者の技能の特徴として、「武術」という側面が強いことが挙げられる。他作品に顕著にみられるような、荒唐無稽なエロ忍法ではない。これらの忍法を駆使する伊賀忍者たちは、挫折から修練して超人技を身につけた者たちである。この点は続編の『忍法封印いま破る』の甲賀忍者たちの魔術的忍法とは対照的。
シリーズにおいても、伊賀鍔隠れの谷の掘り下げがある数少ない作品であることも特徴である。特に象潟杖兵衛の回想にて、鍔隠れの長老と血統操作について言及される。ただし『甲賀忍法帖』（舞台設定1614年）と年代は近いが、『銀河』『封印』の伊賀忍者と『甲賀』の伊賀忍者の特徴が異なるので、直接の続編であるとはならない。

## あらすじ
大久保長安は、家康にサイエンスの兵器を披露する。「戦車」は数十名の伊賀忍者を一方的に蹂躙し、新兵器を持ったおなご衆は伊賀の精鋭をあっさりとしりぞける。長安の佐渡行きに際して、服部半蔵は伊賀忍者五人衆を護衛に任命するも、長安は「武芸者は要らぬ。身辺警護は新兵器を持ったおなご衆で十分」と言い、伊賀者は不本意ながら遊軍としてついていく。
旅の巡礼者である朱鷺は、長安が兄の仇と言い、無頼漢の六文銭に自分を護衛してくれと頼む。六文銭は朱鷺に惚れたと依頼を承諾し、朱鷺は長安を殺してくれたら抱かせてやると言う。長安と敵対するということは、伊賀忍者と妖花親衛隊を相手にするということである。六文銭は遊郭の女を抱こうとするも朱鷺は嫉妬し、ならば六文銭は長安の妾を犯してやろうとする。また長安は朱鷺を捕らえて女精酒にしようとする。
朱鷺の素性は大阪、豊臣真田のくノ一である。だが六文銭は彼女には御し切れず、勝手に行動しては事態を引っかき回す。

## 登場人物

### 主人公
- 朱鷺 - 巡礼者に扮した女。正体は大阪方くノ一で真田忍者。長安の兵器を探るために恋人と共に駿府に潜入していたが、恋人は服部半蔵に正体を見破られて殺され、兵器無力化の任務と恋人の復讐のために長安を追って佐渡に赴く。六文銭を利用しているが、破天荒に振り回され、また惹かれていく。
- 六文銭の鉄 - 江戸の無頼漢。馬鹿で破天荒。「六文銭」の通り名は、金が無くなると他人に「六文くれ」という癖からつけられたもの。不犯だと鼻血が止まらなくなるとうそぶく。倒した敵の武器を奪い取って次の敵に使うという展開が多い。

### 大久保家
- 大久保長安（おおくぼ ちょうあん） - 幕府老中で八王子3万石の大名。佐渡金山や石見銀山の総奉行。わびさびが嫌いで、ゴージャスと新技術とエロが大好物。徳川の大功臣であり、やりたい放題。
- 味方但馬（みかた たじま） - 長安の側近。山師[3]。金山の技師・人足のリーダー格。
- 京蔵人（きょう くらんど） - 長安の側近。山師。粗野な性格。
- 毛利算法（もうり さんぽう） - 長安の側近。天才数学者であり、長安のサイエンスの要。
- 真砂（まさご） - 長安の愛妾・親衛隊。はがね摩羅（螺旋状の伸縮式ステッキ）を使う。
- お船（おふね） - 長安の愛妾・親衛隊。7連発リボルバー拳銃（当然ながら火縄など不要）を用いる銃の名手。
- お凪（おなぎ） - 長安の愛妾・親衛隊。超特製の強力な硫酸瓶を持つ。
- お珊（おさん） - 長安の愛妾・親衛隊。火炎筒という兵器を使う。
- お汐（おしお） - 長安の愛妾・親衛隊。淫霧（媚薬を仕込んだ煙幕）を使う。
- 象潟杖兵衛（きさがた じょうべえ） - 服部半蔵配下の伊賀忍者。忍法連枷（西洋の奇武器。フレイル式モーニングスター）。もとは鍔隠れの剣士。
- 牛牧僧五郎（うしまき そうごろう） - 服部半蔵配下の伊賀忍者。忍法手投弾（鉛玉を投擲する）。もとは鉄砲撃ちの忍者。
- 狐坂銀阿弥（きつねざか ぎんあみ） - 服部半蔵配下の伊賀忍者。忍法縛り首（糸の輪を投げて拘束する）。もとは弓使いの忍者。隻眼。
- 魚ノ目一針（うおのめ いっしん） - 服部半蔵配下の伊賀忍者。忍法針地獄（針を投げる。本数は両手両足の指に挟んだ16連）。もとは手裏剣使いの忍者。
- 安馬谷刀印（あんばや とういん） - 服部半蔵配下の伊賀忍者。忍法合奏刀（左右の手で別々の武器を使うことができる。性技に応用することもできる）。かつて宮本武蔵を退散させたことがある。

### その他
- 庄司甚内 - 佐渡遊女町の頭領。前身は武士で、味方但馬とは旧友。数年後には江戸に吉原を開く。
- 徳川家康 - 江戸幕府の大御所。
- 本多正信 - 家康の腹心。官位は佐渡守。
- 服部半蔵 - 幕府忍組頭領。大久保長安の娘婿。伊賀忍者五人衆に長安の身辺警護を命じる。

## 用語
- 「戦車」 - 試作兵器。馬車式ながら、第二次世界大戦のアメリカ軍タンクのイメージ。装甲は刃を通さず、回転式砲塔からの銃撃と、車輪に装着した回転刀で攻撃する。乗員は騎手・砲手・装填手の3名。
- 女精酒 - 若い女を酒漬けにしたもの。長安の若さを支える秘薬だという。むろん長安の科学的な裏付けがあるのだろうが、あまりにもオカルトじみたいかがわしいもの。
- 赤玉城 - 大久保長安の佐渡の居城。特に「血塔」は知の中枢となっている。西洋の責具の模倣物を集めた「異端審問室」もある。

## 題名
- 予告では『佐渡忍法帖』。『週刊文春』連載時および初刊本は『天の川を斬る』。角川文庫版で『銀河忍法帖』に改題された。

## 書誌情報
- 『天の川を斬る』 ポケット文春、1968年
- 『天の川を斬る、忍法封印』（山田風太郎全集 6） 講談社、1972年
- 『銀河忍法帖』　角川文庫、1977年
  - 「天の川を斬る」が副題に付された版がある。
- 『銀河忍法帖』（山田風太郎傑作忍法帖）　講談社ノベルス・スペシャル、1996年